# لهجة حمصية
لهجة حمصية هي لهجة عربية وجزء من مجموع اللهجات الشامية في سوريا، يتحدث بها سكان محافظة حمص في سوريا، وهي خليط من لهجات شامية، ويداخلها كلمات سريانية وآرامية وفارسية وفرنسية، وتتميز بلفظ حرف الجيم كحرف /J/ بالإنكليزية إذا جاءت في أول الكلمة، وضم أول حرف (في معظم مناطقها)، وكلمات خاصة باللهجة.

## البنية العامة والأفعال والحروف
يتحدث سكان محافظة حمص، بخليط من اللهجات الساحلية والشامية والفراتية، ويتأثر ذلك بامتداد المحافظة على مساحة واسعة من حدود العراق إلى حدود لبنان، وأمّا المدينة بخاصة فتنحصر لهجتها بالقواعد التالية:
- القاف يلفظ همزة (ألم) = قلم ، (ورئة) = ورقة ، (رزء) = رزق ، (بئرة) = بقرة، (برء) = برق، أما الكلمات الحديثة العصرية فتنطق بالقاف (قرار) و (نقابة) و (بقالية) و (قارب) و (الراقي) ،أما كلمة (قرآن) فلا تنطق إلا بالقاف
- التاء المربوطة إذا دلت على قطعة واحدة يلفظونها ياءً ساكنة، (مباراي) = مباراة واحدة، و(غنّاي[2]) = أغنية واحدة، و (بطاطاي) = حبة بطاطة واحدة ،و (عنباي) = عنبة واحدة ، (كولاي) = علبة كولا، (حبّاي) = حبّة واحدة، و (محشاي) = محشاية واحدة، (تكاي) = تكاية، وهي وسادة يُتَكَأ عليها، (جنتاي) = جنتة "شنطة".
- التاء المربوطة يلفظونها ياء ساكنة صائتة عادية مع المد إذا لم يُقصد منها العدد، مثال: (مصطبي) = مصطبة، و (متّي) = متة، أما إذا أضيف إلى كلمة ثانية فتلفظ تاء ساكنة مثال: (مصطبتْ التنور) = مصطبة التنور[3]، (طابي) = طابة "كرة"، (سجادي) = سجادة، (كبيري) = كبيرة، (أميني) = امرأة أمينة، و (كربي) = كربة، ويُستثنى من ذلك الكلمات التي تسبق فيها التاء المربوطة حروف الحاء والخاء والراء والضاد والطاء والظاء والعين والغين، فتلفظ الألف الساكنة بدل التاء المربوطة، نحو: (تفاحة) و (راحة) و (مرجوحة) و (دوخة) و (خوخة) و (مسطرة) و (بيضة) (عيطة) و(مطاطة) و (بوظة) و (طبعة) و (نبعة) و (أربعة) و (سبعة) و (دباغة) ، وفي هذه النقطة تختلف عن اللهجة الدمشقية، لأن الشوام يلفظون ياء صامتة مكان التاء المربوطة، (طابي) و (سجادي) و (كبيري) و (أميني) في الكلمات التي لا تسبق التاء فيها حروف الحاء والخاء والراء والضاد والطاء والظاء والعين والغين.
- التاء المربوطة إذا دلت على علم شخص يلفظونها ألفاً ساكنة، مثال: (رجعت أمينة) و (نامت وفيقة) ،أمّا إذا دلت على صفة لامرأة فيلفظونها ياء صائتة عادية في الكلمات التي لا تسبق التاء فيها حروف الحاء والخاء والراء والضاد والطاء والظاء والعين والغين، مثال: (مرة أميني) = امرأة أمينة، (بنت جميلي) = بنت جميلة، بخلاف التاء المسبوقة بحرف مما سبق فتلفظ التاء المربوطة ألفا ساكنة، مثال: (مرة صالحة) = امرأة صالحة، (بنت نشيطة) = بنت نشيطة.
- ياء المتكلم في نحو: (بيتي) و (عيني) و (أولادي) و (سلامي) يلفظونها ياء صامتة وليست صائتة، أي: كما في كلمة (مجراها)  في القرآن الكريم[4]،وهذه من أهم مميزات لهجة حمص ويختلفون عن اللهجة الدمشقية في هذه النقطة، فالشوام والحلبيون ينطقون ياء المتكلم عادية صائتة.
- حرف الألف في وسط الكلمة مثال: (بياع) و (لحام) يُمدّ ويلفظ مفخماً بتشميمه صوت الواو دون نطقها بالواو، سواء أسبق بحرف مفخّم أم سبق بحرف مرقّق ،فينطقونها كما تنطق الألف بعد الضاد في كلمة (الضّالين) في القرآن الكريم.[5]
- الجيم إذا جاءت في أول الكلمة تلفظ ببدايتها دال خفيفة جدا، مشابهة لنطق حرف J بالإنكليزية، فمثلا كلمة جامعة تلفظ (دجامعة).
- الخاء الحمصية ليست مخمة بل مرققة دائماً، ومثلها اللام ،فتفترق بذلك عن اللهجة الحلبية التي تفخم هذين الحرفين، مثال: (هلّأ ما بخاف) = هذا الوقت لا أخاف.
- ضم بعض الكلمات في أولها، على وزن فُعل (أُلت) = قلت ، (بؤلاوة) = بقلاوة ، (فُستُؤ) = فستق ، (دُرائم) = دُرّاق، (شُئفي) = شقفة "قطعة" وتنطق الياء صائتة، (مُؤلاي) = مقلاية، (مُرهم) = مرهم، (بُرتئاني) = برتقالة، بياء صائتة لأن أصلها تاء مربوطة، و (أُمّي) ، (أُختي) و (أُبني) مع كون ياء المتكلم في هذه الثلاثة صامتة وليست صائتة.
- الفعل الماضي لا يصيبه تغيير في القواعد، لكن اللهجة تستخدم أحيانا لغة أكلوني البراغيث مع الفعل الماضي وأحيانا لا تستخدمها، مثال: (اجتمع المهندسين) = اجتمع المهندسون ،و (اجتمعو المهندسين) = اجتمعوا المهندسون.
- الفعل المضارع في اللهجة الحمصية يقومون بإضافة الباء لبداية هذا الفعل وهي من أهم سمات اللهجة الحمصية، أمثلة: يدرس تلفظ (بيدرس)، يكتب تلفظ (بيكتب)، يبني تلفظ (بيبني) ،مثال: (بيدرس بالجامعة) = يدرس بالجامعة ،أو يضيفون العين والميم لبداية الفعل، مثال: (عم يكتُب) = يكتُبُ.
- الفعل الأمر إذا سبق آخر حرف منه ضمّة تشبع واوا، وإذا سبق فتحة تُشبع ألفاً مفخّمة سواء أكانت مسبوقة بحرف تفخيم أم بحرف ترقيق فتنطق مثل (الضّالين) ،وإذا سبق بكسر أشبعت ياء، مثال: (كتوب) = اكتُبْ، و (كول) = كُلْ، (سماع) = اسمَع، و (سحاب) = اسحَبْ، و (عريف) = اعرِفْ ،ويبدأ الفعل الأمري في اللهجة الحمصية بحرف ساكن دون همزة وصل، مع أن العرب الفصحاء لا يبدأون النطق بساكن.
- لفظ حرف الثاء يتم إسقاطه نهائياً من اللهجة الحمصية فيكون كحرف التاء، مثال: كثير تصبح (كتير) وثوم تصبح (توم) واثنان وثلاثة تصبحان (تنين) و(تلاتي) بياء عادية صائتة.
- حرف الذال يسقط نهائياً، ويتحول إلى دال أو زاي، مثال: (دبيحة) = ذبيحة، (ديب) = ذئب، (دهب) = ذهب، (انزهلت) = انذهلت.
- حرف الظاء تلفظ ظاء مصرية أو ضاداً، مثال: (ظريف) = ظريف، (فظاعة) = فظاعة، (مظهر) = مظهر، (غلاظ) = غلاظ، (ضهر) = ظهر، (أضافر) = أظافر.
- حذف الهمزة من آخر معظم الكلمات، أمثلة: بيضاء تلفظ (بيضا)، حوراء تلفظ (حورا).
- لفظ الهمزة في وسط الكلمة ياء، مثال: بئر تلفظ (بير).
- إبدال الهاء ضمير الإشارة للغائب بحرف الواو، أمثلة: أمه تلفظ (أمو)، بيته تلفظ (بيتو)، سيارته تلفظ (سيارتو).[1][6]
- وتلفظ الأسماء المنتهية بياء وهاء غائب بحذف الهاء وإبدال الياء ألفا وإضافة ياء ساكنة بعدها، كما تلفظ (مباراي) ف (إيداي) = إيديه "يديه" ، و (إجراي) = إجريه "رجليه" ، و (علاي) = عليه ،و (حبالتاي) = حبالتي إيّاه ، للتأسف على الشيء الغائب المفقود ،وأصلها كانت النساء تقولها لولد عاق لم تلد غيره، وصارت تُستعمل لكل شيء مفقود غائب.
- ضمير المفرد المخاطب المذكر "أنتَ" يلفظونه (إنتي) بياء عربيّة ساكنة، أمّا المفردة المخاطبة المؤنثة "أنتِ" فتلفظ (إنتي) لكن الياء صامتة كما يلفظون ياء المتكلم، أي كما في كلمة (مجراها) في القرآن الكريم، وفي هذه النقطة تختلف عن اللهجة الدمشقية التي تكون فيها الياء الصامتة للمخاطب المذكر المفرد والياء العادية الصائتة للمخاطب المفرد المؤنث.
- الأسماء الموصولة تسقط جميعها وتحل مكانها لفظة "اللي" بياء صائتة وليست صامتة، مثال: (اللي درس) = الذي درس، (اللي طبخت) = التي طبخت، (اللي آمو) = الذين قامو، (اللي طبخو) = اللواتي طبخن، (اللي أعدوا) = اللذان قعدا.
- أسماء الإشارة: (هادا) أو (هاد) = هذا، (هادي) بياء صائتة عادية = هذه، (هداك) أو (هداكي) بياء صائتة عادية للمذكر البعيد، (هديك) أو (هديكي) بياء عادية صائتة للمؤنثة البعيدة، (هدول) أو (هدولي) بياء صائتة عادية للجمع القريب ،(هدوليك) أو (هدوليكي) للجمع البعيد، (هناك) أو (هناكي) أو (هونيك) أو (غاد) للمكان البعيد، مع كون الياء صائتة عكس ياء المتكلم في جميعها.

## النحو والتصريف
التثنية والجمع
في الأفعال: سقطت ألف الاثنين وحلت محلها واو الجماعة،مثال: (الطالبين درسو) = الطالبان درسا، أمّا الجمع فبقيت "نا" لجماعة الفاعلين وواو الجماعة، مثال: (نحني ضربنا) و (نحني أكلنا) و (هنّنْ أكلو).
في الأسماء: بقيت التثنية في في المثنى، لكن الياء تكون ملفوظة صامتة كما تلفظ بدل الألف في لفظة (مجراها) في القرآن الكريم، وحلت الياء مكان الألف في حالات الرفع، مثال: (الولدين أكلو) = الولدَان أكلا، و (طعميت الولدين) = أطعمتُ الولدَين، و (مرّيت ع الولدين) = مررتُ على الولدَين.
أما جمع التكسير فبقي على حاله، مثال: (إجو الطلاب) = جاء الطلابُ) ،و (اشتريت تياب) = اشتريتُ ثياباً ،وأمّا جمع المؤنث السالم فبقي على حاله أيضاً ، مثال: (اجتمعو المعلمات) = اجتمع المعلّماتُ، و (شفت البنايات) = شاهدت البناياتِ، أمّا الجمع السالم للمذكر فحلت الياء محل الواو في جميع الأحوال، ونطقت ياؤه عادية صائتة، مثال: (إجو الموظّفين) = جاء الموظّفون، و (مريت ع المعلمين) = مررتُ على المُعلّمين ،والأشهر في الجمع السالم للمذكر تشديد الياء ووضع ياء ساكنة صائتة بدل النون، فيصير ثلاث ياءات منطوقة، لأن الياء المشددة ياءان، مثال: (إجو اللبنانيّي) = جاء اللبنانيّون، و (سلّمت ع الحمويّي) = سلّمت على الحمويّين.
التأنيث
بقيت ياء المؤنثة في الأفعال ونطقت صامتة كياء المتكلم ،مثال: (عم تشوفي هند؟) = هل تشاهدين هنداً؟ ،وسقطت نون الأفعال الخمسة، أيضاً أشبعت الكسرة ياء صامتة في تاء الفاعل المكسورة الدالة على التأنيث، مثال: (زُرتي سلمى؟) = هل زُرتِ سلمى، أما تاء التأنيث الساكنة مع الفعل الماضي فبقيت في اللهجة الحمصية، مثال: (آمت فاطمي) = قامت فاطمةُ، و (نامت البنت) = نامت البنتُ.
الإعراب
سقطت علامات الإعراب من اللهجة الحمصية فلا يوجد فيها تنوين وسكنت أواخر الكلمات فلا يوجد حركات، وجاءت الياء مكان الواو في المثنى والجمع السالم للمذكر ،مثال: (البنتين إجو) = البنتان جاءتا.
الأعداد
سقطت التاء المربوطة من الأعداد، مثال: (تسع بنات) و (سبع شباب) ،ويلفظ العدد 11 (إدعش) والعدد 12 (طنعش) ،وسقط الإعراب من الأعداد ،مثال: (إجا عشرين واحد) = جاء عشرون واحداً.
الضمائر
| الضمير بالعربية | باللهجة الحمصية | ملاحظات                                            |
| أنا             | أنا             | ألف مُفخمة                                          |
| نحن             | نِحني /نحنا      | ياء عادية صائتة /ألف مفخمة                         |
| أنتَ             | إنتي            | ياء عاديّة صائتة                                    |
| أنتِ             | إنتي            | ياء صامتة كياء المتكلم                             |
| أنتما           | إنتو            |                                                    |
| أنتم            | إنتو            |                                                    |
| أنتنّ            | إنتو            |                                                    |
| هو              | هُوِّي             | تشديد الواو وياء عادية                             |
| هي              | هِيّي             | بتشديد الياء الأولى أمّا الياء الثانية فعادية صائتة |
| هما             | هِنّي /هنّن        | تشديد النون وياء عادية                             |
| هم              | هِنّي /هنّن        | تشديد النون وياء عادية                             |
| هنّ              | هِنّي /هنّن        | تشديد النون وياء عادية                             |
| إيّاني           | ايّاني           | همزة وصل وياء صامتة                                |
| إيّانا           | ايّانا           | همزة وصل                                           |
| إياكَ            | ايّاك            | همزة وصل وتسكين الكاف                              |
| إياكِ            | ايّاكي           | همزة وصل والياء الثانية صامتة                      |
| إيّاكُما          | ايّاكن           | همزة وصل ونون ساكنة                                |
| إيّاكم           | ايّاكن           | همزة وصل ونون ساكنة بدل الميم                      |
| إيّاكنّ           | ايّاكن           | همزة وصل ونون ساكنة                                |

## بعض الألفاظ والمصطلحات
| الكلمة           | المعنى                             |
| ---------------- | ---------------------------------- |
| مفشكل            | غير مستقيم                         |
| جاموئة           | بركة ماء بعد المطر                 |
| كماجي            | رغيف خبز                           |
| عرنوس            | ثمرة الذرة الصفراء                 |
| مونون            | متردد                              |
| نيّان             | نيء تقال لضعيف الجسم               |
| غضران            | قادر                               |
| مصرع ما إجيت     | ما أسرع ما جئت                     |
| انجلأ            | تمادى                              |
| حاجي عاد         | لنهي المخاطب عن قول أو فعل         |
| زابوء            | شارع ضيق                           |
| شوية لخار        | قليل آخر                           |
| صربعة            | سرعة في تنفيذ الأمر دون تعقل       |
| عمنوّل            | العام الماضي                       |
| خمّلت             | ظننت                               |
| غاد              | هناك                               |
| هايشي            | مجنون                              |
| أريضة            | دعوة                               |
| تنزل عليك النزلة | دعوة                               |
| نقطة ترشك        | دعوة                               |
| طلاع من راسي     | اكفني شرك                          |
| وِجَّع              | اسكت، تقال عند الغضب               |
| حسن صبي          | بنت مسترجلة                        |
| تاري             | ظني وحسباني (تاريك إجيت)           |
| نبريج            | خرطوم ماء                          |
| حاووظ            | خزان ماء                           |
| مشربية           | مزهرية للصمديات                    |
| ميبر             | مسلة "إبرة كبيرة"                  |
| شاهية            | عشرة جرامات                        |
| وقية             | 250 جرام في حمص                    |
| مدلك             | شوبك، أداة خشبية لترقيق العجين     |
| سمندرة           | خزانة في الحائط من لبن أو إسمنت    |
| شرطوطة           | خرقة من قماش لمسح الغبار           |
| شاروخ            | حذاء، الإبهام فيه منفصل عن الأصابع |
| منزول            | مضافة الحارة                       |
| سيالات           | أكلة من القشطة وخبز الصاج والقطر   |
| منزلة            | أكلة مسقعة من باذنجان وبصل وبندورة |
| شمندور           | حليب البقرة بعد ولادتها            |
| سختورة           | أكلة من كرش الضأن ورأسه            |

## الأنواع

### حمص المدينة
يتحدث سكان حمص المدينة بلهجات تتنوع بحسب أصولهم، والأشهر هي لهجة سكان حمص القديمة والتي تعتبر اللهجة المميزة لحمص، وهي تتميز بضم أول الكلمات ومد اللفظ في آخر وقلب التاء المربوطة ياء، ويلفظ حرف القاف همزة، فكلمة قلب تلفظ ألب، وكلمة مقلاة تلفظ مألاي.

### الريف الشمالي
يتحدث سكان الريف الشمالي لهجتين أساسيتين، لهجة مشابهة للهجة المدينة مع اختلاف لفظ حرف القاف بشكل واضح ومفخم، ويتحدث بذلك معظم سكان الرستن وتلبيسة وغيرهم. واللهجة الثانية لهجة مشابهة للهجة دير الزور (لهجة فراتية).

### الريف الغربي
يتحدث سكان الريف الغربي لهجة مشابهة للهجة أهل الساحل لكن أخف حدة، مع مزيج من اللفظ الطرابلسي اللبناني، وتصبغها الصيغة الحمصية في لفظ حرف الجيم، ومد نهاية الكلمة.

### الريف الشرقي
يتحدثون بلهجة مشابهة للهجة الفراتية، وتتميز عنهم اللهجة التدمرية بخصوصيتها الحمصية.

### الريف الجنوبي
يتحدثون بلهجة مشابهة للهجة القلمون في ريف دمشق، وهي واللهجة القلمونية مشابهتين للهجة الحمصية كضم الحروف ولفظ الجيم، مع خصائص مشابهة للهجة أهل طرابلس وبعلبك في لبنان.

## في الدراما السورية
لم تقدم الدراما السورية سوى مسلسل واحد باللهجة الحمصية هو مسلسل وادي السايح سنة 2010 ويحكي عن حمص في الستينيات من القرن العشرين،وفيما عدا ذلك فقد قدم الممثل السوري فارس الحلو دوره باللهجة الحمصية في مسلسل عيلة خمس نجوم سنة 1994